# Rockingham Castle

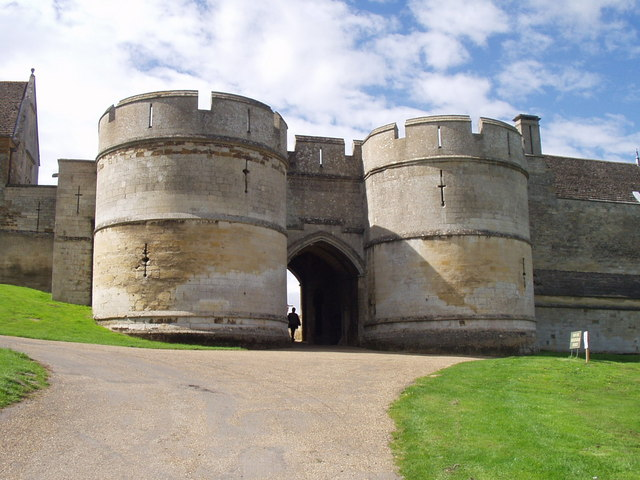
Torhaus von Rockingham Castle

Rockingham Castle ist eine frühere königliche Burg und ein Jagdschloss im Rockingham Forest, etwa 1,6 km nördlich des Stadtzentrums von Corby in der englischen Grafschaft Northamptonshire.

## Geschichte

### 11. – 14. Jahrhundert
Das Gelände, auf dem die Burg erbaut wurde, wurde bereits in der Eisenzeit, während der römischen Besatzung und von den eindringenden Angelsachsen genutzt. Auch die Normannen und die anderen mittelalterlichen Herrscher nutzten das Anwesen, weil die erhöhte Position einen weiten Blick über das Tal des Welland von einer gut zu verteidigenden Stelle aus bietet.
Wilhelm der Eroberer ordnete im 11. Jahrhundert, kurz nach der normannischen Eroberung Englands, den Bau einer hölzernen Motte in Rockingham an. Innerhalb von drei Dekaden ließ sein Nachfolger, Wilhelm II., sie durch eine steinerne Burg ersetzen. Ein steinerner Donjon wurde der großen Motte hinzugefügt und die Vorburg durch eine Kurtine eingefasst. Während der gesamten Regierungszeit der Normannen und des Hauses Plantagenet diente die Burg als Rückzugsort für den jeweiligen König. Der nahegelegene Rockingham Forest eignete sich besonders gut für die Jagd nach Wildschweinen und Rehen.
1270 ließ Heinrich III. die Burg durch Hinzufügen eines doppelten Torhauses mit D-förmigen Türmen verstärken. Aber weniger als 100 Jahre später war Eduard III. der letzte königliche Besucher, solange die Burg in den Händen der Krone war.

### 15. – 21. Jahrhundert

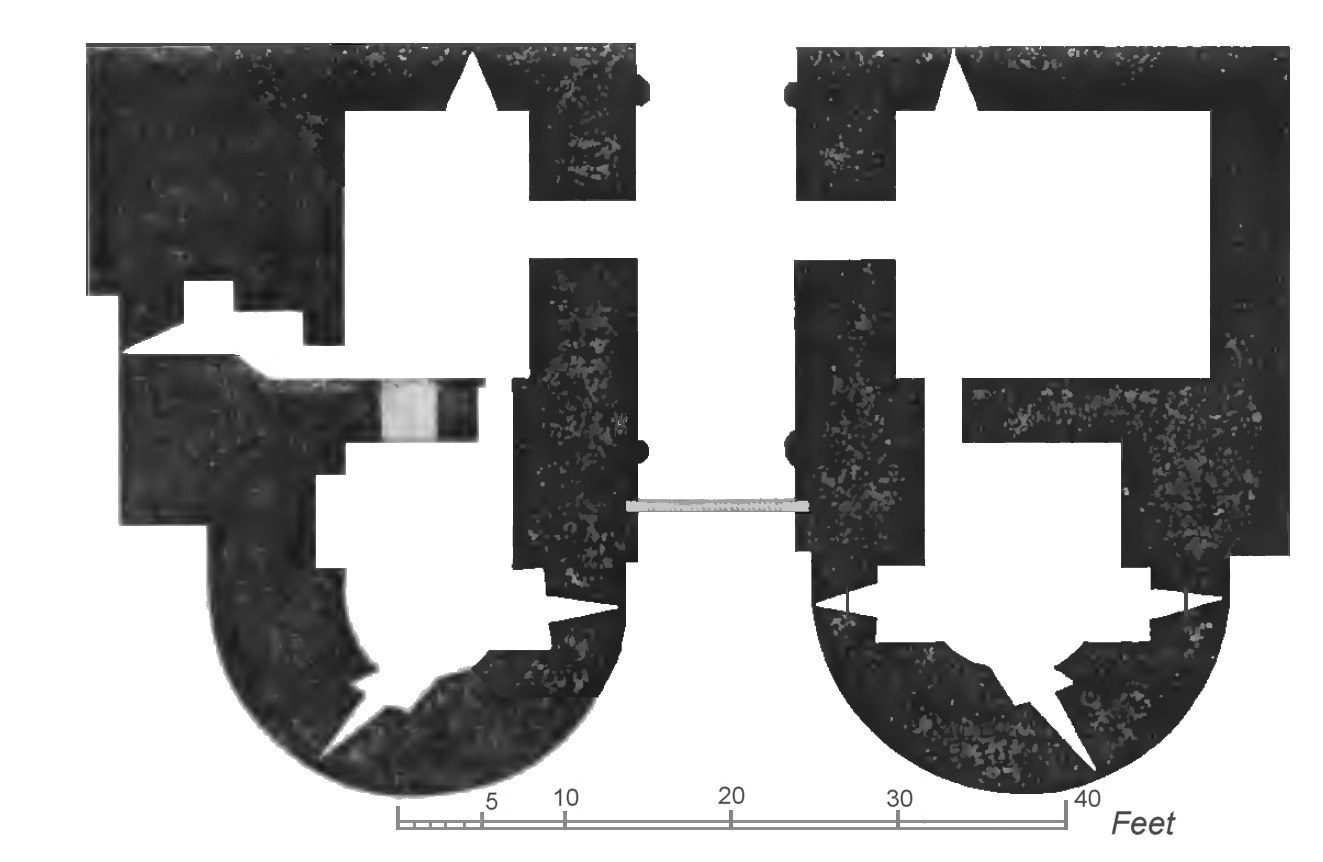
Grundriss des Torhauses

Ende des 15. Jahrhunderts war Rockingham Castle verfallen. Sir Edward Watson, Gründer der Familiendynastie der Watsons, bekam die Burg von Heinrich VIII. zu Lehen. Teile der Burg wurden in Folge durch Herrenhaus im Tudorstil mit Gärten ersetzt. Die frühere königliche Burg wurde zu einem Jagdschloss für die Adligen. Watsons Enkel, Lewis Watson, erreichte die Freistellung von Burg und Ländereien von der Krone. Watson wurde in der Folge zum Ritter geschlagen, später zum Baronet und schließlich zum Baron ernannt.
In den 1640er-Jahren, im englischen Bürgerkrieg, wurde Rockingham Castle mit einer Garnison belegt, die König Karl I. treu ergeben war. Es gab etliche kleinere Scharmützel mit den Truppen der Roundheads. 1643 wurde Rockingham Castle vom General der Parlamentaristen, Henry Grey, 1. Earl of Stamford, eingenommen und Lewis Watson wurde gezwungen, die Burg eine gewisse Zeit lang zu verlassen. Die verbleibenden Mauern wurden 1646 geschleift. Ende des 17. Jahrhunderts und im 18. Jahrhundert diente Rockingham Castle wieder als privates Wohnhaus.
Lewis Watsons Enkel, ebenfalls ein Lewis, wurde 1714 zum Earl of Rockingham ernannt. Dieser Adelstitel erlosch mit dem Tod des 3. Barons 1746. Dann fiel das Anwesen an seinen Vetter, Thomas Watson-Wentworth, der im selben Jahr zum 1. Marquess of Rockingham ernannt wurde. Als Charles Watson-Wentworth, 2. Marquess of Rockingham, 1782 starb, fiel das Anwesen zusammen mit anderen an den Sohn seiner Schwester, William Fitzwilliam, 4. Earl Fitzwilliam. Ende des 19. Jahrhunderts wurden weitere Restaurierungsarbeiten an der Burg durchgeführt.
Heute ist die Burg weiterhin das private Heim der Familie ‘’Saunders-Watson’’.

## Standort

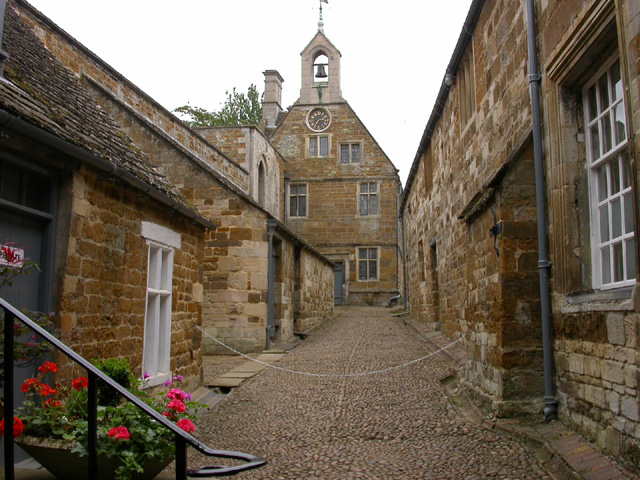
Im Rockingham Castle

Oft wird behauptet, Rockingham Castle liege in Leicestershire. Dieser Fehler rührt daher, dass Rockingham Castle eine Postadresse von ‘’Market Harborough’’ besitzt, obwohl es direkt an die Stadt Corby in Northamptonshire anschließt. Das Dorf Rockingham gehört zum Corby Borough Council.
Die Burg liegt über den Dörfern ‘’Rockingham’’ und ‘’Caldecott’’ und bietet einen guten Überblick über das Tal des Welland. Sie befindet sich zwar in privaten Händen, ist aber an bestimmten Tagen öffentlich zugänglich.
Rockingham Castle war ein beliebter Aufenthaltsort von Charles Dickens, einem großen Freund von Richard und Lavinia Watson, Vorfahren der heutigen Eigentümer. Die Burg bildete vermutlich die Inspiration von Chesney Wold in einem seiner großartigsten Werke, ‘’Bleak House’’.
Rockingham Castle ist nach dem Dorf Rockingham benannt. Auch der Rockingham Forest erhielt seinen Namen in der Zeit Wilhelms des Eroberers wegen der Wichtigkeit als königlicher Rückzugsort nach dem Dorf.
Ein Cricketpitch liegt auf dem Anwesen der Burg. Dort residiert der Old Eastonians Cricket Club.

## In Film und Fernsehen
Rockingham Castle diente als Kulisse für das BBC-Historiendrama By the Sword Devided, das im englischen Bürgerkrieg spielt. In der Fernsehserie war Arnescote Castle das Heim der royalistischen Familie Lacey. Auch kam Rockingham Castle im Film Top Secret! vor, bei dem Val Kilmer die Hauptrolle spielte.